# Auverland
 (juillet 2012).
Si vous disposez d'ouvrages ou d'articles de référence ou si vous connaissez des sites web de qualité traitant du thème abordé ici, merci de compléter l'article en donnant les références utiles à sa vérifiabilité et en les liant à la section « Notes et références ».
Auverland est une entreprise de fabrication de véhicules militaires protégés et tout-terrain disparue et dont les actifs ont été repris en 2001 par la société SNNA devenue Panhard General Defense.

## Histoire
Créée par François Servanin au début des années 1980 à Saint-Germain-Laval (Loire), Auverland reprend en 1984 la fabrication sous licence du 4×4 auvergnat Cournil, auparavant construit à Aurillac (Cantal). La fabrication sous licence du Cournil a également été reprise au Portugal sous la marque UMM en 1977. 
Le site de Saint-Germain-Laval a failli disparaître pour cause de diversification dans les véhicules civils. Le 26 juin 2001, la société Auverland est placée en liquidation judiciaire. 
En 2001, la Société nouvelle des automobiles Auverland (SNAA) avait pris la suite en se recentrant sur le marché des armées et des services publics (police, gendarmerie, pompiers) mais aussi reconnus en compétition de franchissement. 
Avec la production de son petit véhicule protégé (ou PVP), ou encore A4VL pour l'armée française, SNAA a renoué avec le succès.
La société SNAA est détenue pour 76 % par la famille Cohen, 10 % par Christian Mons, 7 % par Pierre Dalmas et 7 % par la famille Servanin.
En 2005, la SNAA reprend la société Panhard le spécialiste français des blindés légers détenu par PSA, pour un montant compris entre 20 et 25 millions d'euros.
En 2005, la société a réalisé un chiffre d'affaires de 60 millions d'euros et avait un effectif de 300 salariés (cumul des entités SCMPL et SNAA).
Le 30 décembre 2005, la société prend la dénomination de « Panhard general defense ».